# Nikon Coolpix 4200

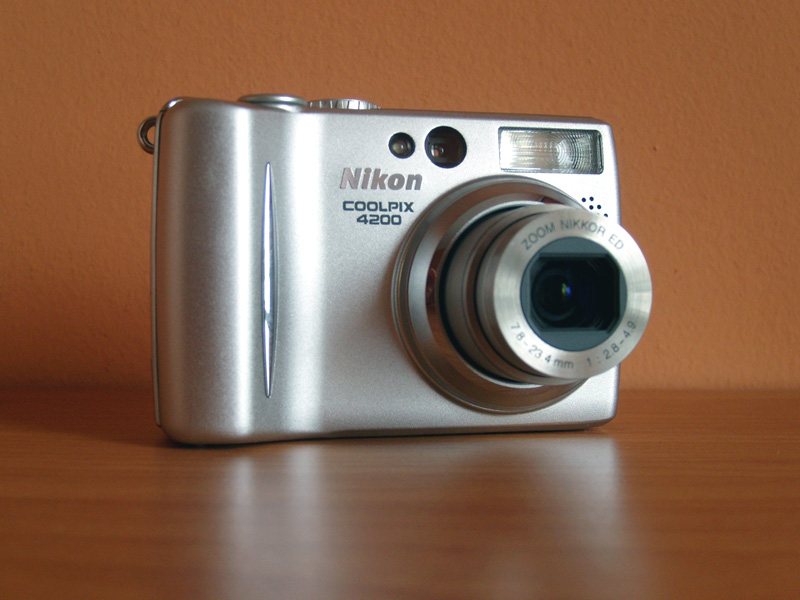
Nikon Coolpix 4200

Nikon Coolpix 4200 – kompaktowy cyfrowy aparat fotograficzny produkowany w latach 2004–2006 przez japońską firmę Nikon. Był jednym z sześciu modeli serii Coolpix 4, posiadających matrycę o liczbie pikseli ok. 4 milionów (pozostałe modele tej serii posiadały oznaczenia: 4100, 4300, 4500, 4600 i 4800).

## Podstawowa specyfikacja
- Przetwornik obrazu (matryca):

typ: CCD
wymiary: 7.18 x 5,32 mm
całkowita liczba pikseli: 4.13 MB
efektywna liczba pikseli: 3.87 MB
maksymalna rozdzielczość: 2272 x 1704
- Obiektyw:

typ: Nikkor
ogniskowa: 7.8 – 23,4 mm
odpowiednik 35mm: 38 – 114 mm
przesłona: F2.8 (W) – F4.9 (T)
zoom optyczny: 3x
zoom cyfrowy: 4x
autofocus: tak
tryb makro: tak
- Inne dane:

monitor LCD: 1.5 cala
czułość ISO: 80, 100, 200, 400
migawka (maksymalny – minimalny czas otwarcia): 4 – 1/2000 s
pamięć wewnętrzna: 12 MB
typ karty pamięci zewnętrznej: SD
nagrywanie filmów z dźwiękiem: tak
lampa błyskowa: tak
wizjer: tak
samowyzwalacz: tak
zasilanie: akumulator Li-Ion EN-EL5
wymiary (szerokość x wysokość x głębokość): 88 × 60 x 37 mm
waga (bez akumulatora, karty pamięci): 155 g